# Hrísztosz Ardízoglu
Hrísztosz Ardízoglu (görögül: Χρήστος Αρδίζογλου; Jeruzsálem, 1953. március 25. –) görög válogatott labdarúgó.

## Pályafutása

### Klubcsapatban
Görög szülők gyermekeként született Jeruzsálemben. 1958-ban családjával Athénba költözött. A labdarúgást az Apólon Zmírnisz csapatában kezdte, ahol 1971 és 1974 között játszott. Ezt követően az AÉK szerződtette. Pályafutása nagy részét az athéni csapatban töltötte, melynek tagjaként a görög bajnokságot és a görög kupát egyaránt két alkalommal nyerte meg. Összesen 261 mérkőzésen lépett pályára és 50 gólt szerzett. 1985-ben visszatért az Apólon Zmírniszhez, ahol még egy szezont játszott.

### A válogatottban
1975 és 1984 között 43 alkalommal szerepelt a görög válogatottban és 2 gólt szerzett. Részt vett az 1980-as Európa-bajnokságon.

## Sikerei
AÉK
- Görög bajnok (2): 1977–78, 1978–79
- Görög kupa (2): 1977–78, 1982–83

## Külső hivatkozások
- Hrísztosz Ardízoglu adatlapja a National-Football-Teams.com oldalon (angolul)

- Hrísztosz Ardízoglu. eu-football.info